# ابن قاضي الجبل
أبو العباس أحمد بن الحسن بن عبد الله بن أبي عمر محمد بن أحمد بن محمد بن قدامة، المقدسي الصالحي(1) الدمشقي، (9 شعبان 693 هـ / 5 يوليو 1294م - 14 رجب 771 هـ / 11 فبراير 1370م)، اُشتهر بـ ابن قاضي الجبل، ويُعرف أيضا بـ ابن شيخ الجبل. هو عالم مسلم وفقيه حنبلي، انتهت إليه رئاسة المذهب، وكان مصاحبًا لابن تيمية، سمع منه وتفقه به وبغيره، كان أبوه شرف الدين أبو الفضل قاضي القضاة في دمشق، وسُمِّيَ بابن قاضي الجبل لأنه جده كان صاحب المدرسة المشهورة في جبل قاسيون.
طلب العلم في سن مبكرة، وحفظ القرآن، وتعلم النحو واللغة والأصول والمنطق والحديث وعلله والفقه، تولى التدريس في مدارس عدة في بلاد الشام وفلسطين، وتولى القضاء ببلاد الشام سنة 767 هـ، واستمر في منصبه حتى وفاته في 771 هـ، له العديد من المصنفات أغلبها في الفقه وأصوله منها: الفائق في الفقه، والفائق في المذهب، قطر الغمام في شرح أحاديث الأحكام، كما كان له باع في تفسير القرآن.

## نسبه

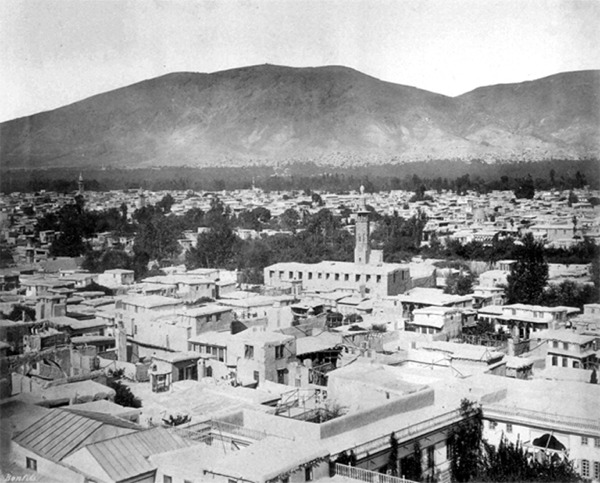
منظر لمدينة دمشق عام 1870، ويظهر جبل قاسيون في الخلفية.

هو من أسرة آل قدامة التي تنحدر من سلالة الخليفة الراشد الثاني عمر بن الخطاب، فهو أحمد بن الحسن بن عبد الله بن أبي عمر محمد بن أحمد بن قدامة بن مقدام بن نصر بن عبد الله بن حذيفة بن محمد بن يعقوب بن القاسم بن إبراهيم بن إسماعيل بن يحيى بن محمد بن سالم بن عبد الله بن عمر بن الخطاب العدوي القرشي. وتعد أسرة آل قدامة أكبر أسرة خرج منها علماء الحنابلة حتى أكثر من أسرتي الإمام أحمد، وآل تيمية، وقد عدَّ منهم محقق كتاب المنهج الأحمد 93 فردًا كلهم من علماء المذهب. فمن أشهر علماء الأسرة موفق الدين بن قدامة، وشمس الدين محمد بن إبراهيم قاضي قضاة مصر، وعبد الرحمن بن قدامة المقدسي، ومحمد بن عبد الهادي المقدسي، وغيرهم. وكان نشاطهم في الصالحية بدمشق، وامتد تأثيرهم إلى بعلبك، وجمَّاعيل، ونابلس، والقدس، ومصر، والإسكندرية، وحرَّان، وأربيل، وبغداد.
- والده: هو الحسن بن عبد الله بن محمد بن أحمد بن محمد بن قدامة المقدسي الصالحي قاضي القضاة شرف الدين أبو الفضل بن الخطيب شرف الدين أبي بكر بن الشيخ عمر. ولد في شوال سنة ثمان وثلاثين وستمائة (832 هـ)، وسمع من جماعة، وقرأ بنفسه وبرع في المذهب، ولي قضاء الشام، وكان مدرسًا بدار الحديث الأشرفية، وكان مليح الشكل حسن المناظرة، كثير المحفوظ. وكان إمامًا من أئمة المذهب الحنبلي. وتوفي ليلة الخميس ثاني عشر شوال سنة خمسة وتسعين وستمائة من الهجرة.[11]
- جده: هو عبد الله بن محمد بن أحمد بن محمد بن قدامة المقدسي الصالحي. حفظ القرآن وسمع الحديث من والده ومن جماعة، درس الفقه والفرائض والنحو، وكان لا يكاد يسمع دعاء إلا حفظه ودعا به، ولا سمع ذكر صلاة إلا صلاها، ولا سمع حديثًا إلا عمل به، وله آثار منها: مدرسته المشهورة في جبل قاسيون؛ وهي وقف على القرآن والفقه، وقد حفظ فيها القرآن أناس كُثُر، واشتهر أمر هذه المدرسة وشاع اسمها، وصارت مأوى العلماء العاملين والفقهاء والصالحين، وكان على عقيدة السلف الصالح متمسكًا بالكتاب والسنة والآثار المروية؛ مات سنة سبع وستمائة من الهجرة. ولم يتخلف عن جنازته أحد من القضاة والعلماء والأمراء والأعيان.[5]
- عم أبيه: عبد الله بن أحمد بن محمد بن قدامة بن مقدام بن نصر بن عبد الله المقدسي أخو الشيخ أبي عمر، ولد في شعبان سنة إحدى وأربعين وخمسمائة بجماعيل.(2) وكان فقيهًا زاهدًا عالمًا إمامًا في الحديث؛ تفقه على يديه خلق كثير. وهو صاحب كتاب المغني والمقنع ولمعة الاعتقاد. توفي في 620 هـ.[12]

## ولادته ونشأته
تذكر جميع المصادر التي ترجمت له أن ولادته كانت في السنة الثالثة والتسعين وستمائة من الهجرة. قال العليمي: «إنَّ مولده على ما كتبه بخطه في الساعة الأولى من يوم الاثنين تاسع شعبان سنة ثلاث وتسعين وستمائة».
نشأ ابن قاضي الجبل في منطقة الصالحية، وكان يتيمًا، فقد مات والده وعمره سنتان فقط، فحسب المصادر التي ترجمت له ولوالده فإن ولادته كانت في سنة 693 هـ، ووفاة والده كانت في شوال سنة 695 هـ. وعاش في رعاية أمه وأقاربه، ومع ذلك طلب العلم، فقد أُحْضِرَ إلى العلماء وهو ابن خمس سنوات، وطلب العلم بنفسه بعد 710 هـ.

### طلبه للعلم
طلب الإمام ابن قاضي الجبل العلم في سن مبكرة، فهو من أسرة اشتهرت بالعلم، والصلاح والتقوى، وكانوا في معظمهم علماء، فمن شيوخه: ابن القواس المتوفى سنة 698 هـ، وأبو الفضل ابن عساكر المتوفى سنة 699 هـ أي أن وفاتهما كانت عند بلوغه سن الخامسة أو السادسة من عمره، وتذكر المصادر أنهما أجازاه. وسمع من التقي سُلَيْمَان وَغَيره، وَخرج لَهُ شمس الدين بْن سعد مشيخة عَن ثَمَانِيَة عشر شَيخًا حدث بهَا.
وفي عام عشرة وسبعمائة طلب العلم بنفسه فتعلم النحو واللغة والأصول والمنطق والحديث وعلله والفقه، ولم يُسجل له رحلة في طلب العلم، إلا رحلته إلى القاهرة، كما أن ملازمته لابن تيمية قد أغنته عن التردد على كثير من العلماء؛ حيث قرأ على الشيخ تقي الدين بن تيمية عدة تصنيفات في علوم شتى، وأذن له في الإفتاء فأفتى في شيبته، وسمع من غيره وفي مشايخه كثرة، ثم طلب في آخر عمره إلى مصر ليدرس بمدرسة السلطان حسن وأقام بها مدة، وأخذوا عنه، ورَأَسَ على أقرانه. وولي مشيخة سعيد السعداء، وأقبل عليه أهل مصر وأخذوا عنه العلم، ثم عاد إلى الشام وأقام بها مدة وأخد يُدرِّس ويفتي.

## مواقفه مع العلماء والحكام
في عام أربعة وستين وسبعمائة للهجرة طلبه الأمير سيف الدين يلبغا نظام الملك في كتاب كتبه إليه يستدعيه ويستحثه في القدوم عليه بمصر؛ فتوجه يوم السبت خامس عشر جمادى الآخرة 764 هـ، إلا أنه رجع بعدما قارب غزة، لمَّا بلغه أن الوباء والطاعون قد أصاب في الديار المصرية، فعاد إلى مدينة القدس، ثم رجع إلى بلده فأصاب السُّنَّة.
وفي 24 ربيع الأول 767 هـ، عقد مجلس حافل بدار السعادة؛ بسبب ما رمي به قاضي القضاة تاج الدين السبكي من اتهامات، واجتمع فيه القضاة الثلاثة، وخلق من المذاهب الأربعة، وبحضور نائب الشام سيف الدين منكلي بغا، وكان ابن قاضي الجبل وابن كثير الدمشقي حاضرين في المجلس، وكانا يحاولا الصلح بينه بين القاضي المالكي والحنبلي. فحصل خلاف، ثم اجتمعوا مرة أُخرى في 19 ربيع الآخر 767 هـ، وجرت مناقشات، فلانت القلوب بينهم.
وكان ابن قاضي الجبل على علاقة قوية مع ابن قيم الجوزية ومحمد بن عبد الهادي المقدسي، وكان يتباحث معهما في المسائل، ورُوى أنه لقي تاج الدين السبكي ذات مرة فقال له السبكي: «يا مولانا لما رأيناكم من بعيد حسبناكم يهودًا»، فقال ابن قاضي الجبل: «ولكنا لما رأيناكم حسبناكم مسلمين»، فندم السبكي على ما قال.
ومن مناظراته أنه ناظر مرةً أعجميًا قدم إلى دمشق فجعل يمتحن العلماء بمسائل عقلية، ويقول: مات العلماء، فلمَّا علم بذلك قال: «اجمعوا بيني وبينه بجُمع بينهما في ضيافة، فسأل ابن قاضي الجبل عن مسألة متعلقة بالأمور العقلية، فلمّا سأله عنها قال له: وأين أوصلك أنت إلى هذه المسألة، فقال الأعجمي: كيف ذلك؟، فقال: يا شيخ حتى نعرف أولًا إن كنت تعرف تتطهر أم لا؟، ثم قال له: إذا كان رجل في برية، وبال وليس عنده غير أحجارها إذا أراد أن يستجمر هل يأخذ ذكره بيمينه والأحجار بيساره أو بالعكس؛ فسكت الأعجمي فلم يدر ما يقول، فقال له: ما تقول؟ هذه مسألة هينة، ثم جعل يوبخه ويقرق عليه ويقول: هذا الذي تقولون عنه أنه يقول مات العلماء، والله هذا مسكين لا يعرف كيف يستجمر، حقًا يا شيخ إنك أنت قلت شيئًا من ذلك، لا والله هذا ما يقول شيئًا من هذا إلى أن بلغ منه غايته ثم قام فوقف، وقال يا شيخ وأما مسألتك فكذا وكذا»، ثم رد على المسألة العقلية التي سأله عنها، فذهب ذلك الأعجمي فما رُئِيَ بعد ذلك بدمشق.

## توليه القضاء
تولى قضاء الحنابلة بدمشق في يوم الثلاثاء 8 رمضان من عام سبع وستين وسبعمائة عوضًا عن جلال الدين يوسف بن محمد بن عبد الله المرداوي، وحُمِدَت سيرته، واستمر فيه حتى وفاته في شهر رجب من عام واحد وسبعين وسبعمائة ببلاد الشام، فكان بقاؤه في القضاء لمدة تقل عن أربع سنوات. وولي بعده علاء الدين علي بن محمد بن علي المقدسي، وكان ذلك بعد وفاته بخمسة أشهر، وقال ابن قاضي شهبة عن أحداث ذي القعدة: «وفيه قدم الشام القاضي علاء الدين الحجاوي من القاهرة، متوليًا القضاء عوضًا عن القاضي شرف الدين بن قاضي الجبل».
ويبدو أن هذا المنصب قد أكسبه كراهية الآخرين ومعاداتهم، يقول ابن كثير: «ولي القضاء فلم تحمد مباشرته، ولا فرح به صديقه بل شمت به عدوه، وباشر القضاء دون الأربع سنين إلى أن مات وهو قاضٍ». وقيل أن سبب ذلك أنه كان عنده مداراة وحب للمنصب، وأنه وقع بينه وبين الحنابلة من المرادوة وغيرهم شرور كثيرة، بسبب أنه منع أن يُذبح الجاموس في الصالحية لأجل المرادوة. كما أنه اختلف مع علماء المذهب في بعض المسائل مثل: التصرف في الوقت للمصلحة الذي ذهب إلى جوازه، ومنعه الحنابلة في وقته، ويبدو أن هذا الأمر قد جلب له كراهية الحنابلة الذين قد يرون أنه ذهب إلى ما لا يجيزه مذهب الإمام أحمد في هذه الأمور.

## عقيدته ومذهبه الفقهي

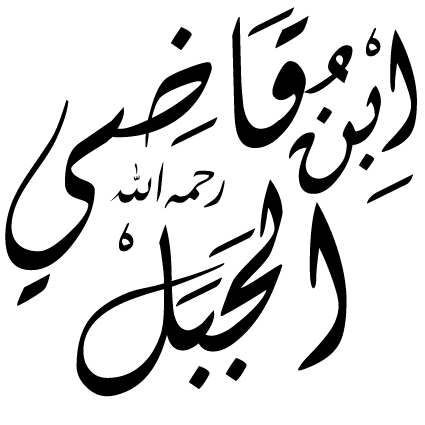
تخطيط لاسم الإمام ابن قاضي الجبل ملحوق بالترحم عليه

### عقيدته
عقيدة ابن قاضي الجبل هي عقيدة أهل الحديث في اتباع منهج السلف في مسائل الاعتقاد والصفات والقدر وغيرها، فهو على عقيدة علماء آل قدامة وشيخه ابن تيمية، ومن أقواله في العقيدة:
- اختياره لمذهب أهل الحديث في القول بأن القرآن كلام الله ليس مخلوق، وأنه ما انتظم من حرف وصوت، وأنه ليس كلامًا نفسيًا.
- آراؤه في أصول الفقه، فعند تعريفه للأمر يذهب إلى أنه قول وأن له صيغة تدل بمجردها على الأمر لغةً، وهذا خلاف ما عرف به أهل الكلام والأشاعرة.(3)
- وكذلك احتجاجه بالعمل بأخبار الآحاد، وعدول الصحابة.
- موقفه من المعتزلة في مسألة التحسين والتقبيح العقليين، الذي رفض فيه فكرة المعتزلة من أصلها، وهو ما ذهب إليه أهل السنة والجماعة.
- قوله بصحة التكليف بما علم الآمر انتفاء شرط وقوعه في وقته.[29]
- قوله بجواز تناهي أحكام نصوص الشارع بانتهاء الحياة لأن الحوادث مفتقرة إلى الأحكام هي الواقعة في دار التكليف والأمثال فيها متناهية ضرورة تناهيها، أما الجنة فدار الجزاء لا دار تكليف.[30]

### مذهبه الفقهي
كان ابن قاضي الجبل على مذهب أحمد بن حنبل، وهو الذي عليه جميع أسرة آل قدامة. إلا أنه لم يكن مقلدًا كغيره من أسرته ومعظم علماء الحنابلة، حيث له عدد من الآراء الفقهية التي خالف فيها علماء المذهب، مثل أنه يرى جواز التصرف في الأوقاف حسب المصلحة وله مصنف في جواز بيع الوقف للمصلحة سماه «المناقلة بالأوقاف وما في ذلك من النزاع والخلاف»، وكذلك رأيه بأن النزول عن الوظيفة تولية، قال ابن مفلح: «وله اختيارات في المذهب، فمنها: أن النزول عن الوظيفة تولية. وهذه مسألة تنازع فيها هو والقاضي برهان الدين الزرعي، وأفتى كل منهما بما اختاره».

## شيوخه وتلاميذه

### شيوخه

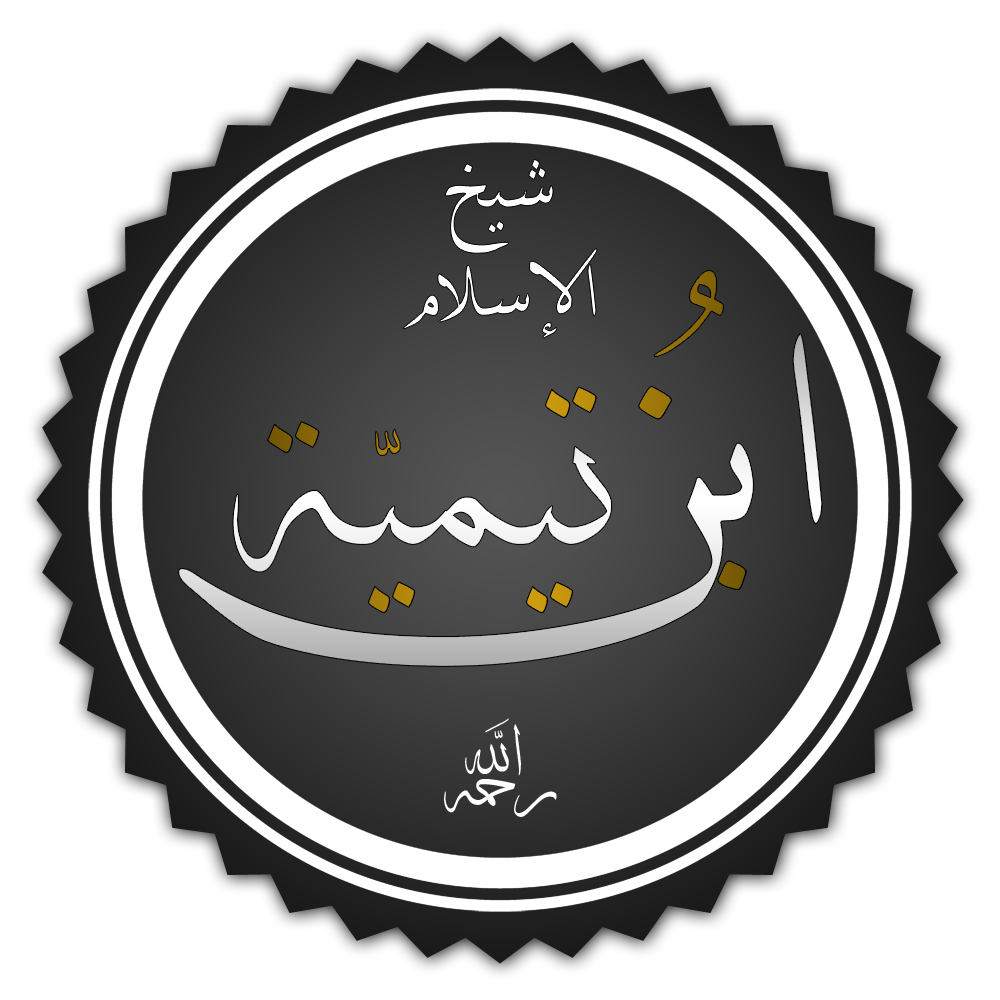
يُعدّ ابن تيمية أبرز شيوخ ابن قاضي الجبل.

درس ابن قاضي الجبل عند عدد من الشيوخ الذين أجازوه، منهم:
- ابن القواس
- أبو الفضل ابن عساكر
- محمد الواسطي
- إسماعيل الفراء
- تقي الدين الصوري
- تقي الدين أبو الفضل سليمان
- ابن تيمية

### تلاميذه
ومن أشهر تلاميذه:
- ابنه محمد
- ابن رجب الحنبلي
- ابن مفلح
- محمد الحبتي
- محمد الحمصي
- فاطمة بنت خليل
- سعد بن نصر بن علي

## مكانته العلمية
مدحه عدد من العلماء المعاصرين له ومن جاء بعده، وبالغ ابن رافع وابن حبيب في مدحه. ومن أقوال العلماء فيه:
- قال أبو المعالي السلامي: «حدث، وتفقه، وبرع، ودرس، وأفتى، واشتغل بالعلم زمانًا».[33]
- قال الذهبي فيه: «هو مفتى الفِرَق، سيف المُنَاظرين»،[17] وقال أيضًا: «الإمام العلامة شرف الدين، صاحب فنون وذهن سيال، وتردد، وسمع معي، وطلب الحديث وقتًا».[34]
- قال ابن رجب الحنبلي: «كان له باع طويل في التفسير، لا يمكن وصفه، كان له في الأصول والفروع القدم العالي، وفي شرف الدين والدنيا المحل السامي، وله معرفة بالعلوم الأدبية والفنون القديمة الأولية، وكيف لا؟ وهو تلميذ ابن تيمية، وقد قرأ عليه، واشتغل كثيرًا، وقرأ عليه مصنفات في علوم شتى، منها: " المحصل "، للفخر الرازي، ولقد قال لي مرة: كنت في حال الشبوبية ما أتغدى إلا بعد عشاء الآخرة، للاشتغال بالعلم، وقال لي مرة: كم تقول إني أحفظ بيت شعر؟ فقلت: عشرة آلاف. فقال: بل ضعفها، وشرع يعدد قصائد للعرب، وكان إذا سرد الحديث يتعجب الإِنسان، وكان آية في حفظ سرد مذاهب العلماء».[35]
- قال المقريزي: «علَّامة وقته في كثرة النقل، وفقه الحنابلة».[6]
- قال ابن قاضي شهبة: «دَرَّسَ قديمًا، وحضر درسه ابن تيمية فأثنى عليه».[36]
- قال ابن حجر العسقلاني: «وكان يعمل الميعاد فيبرز إليه الفضلاء والعامة، وكان صاحب نوادر وخط حسن».[3]
- قال ابن تغري: «قاضي قضاة دمشق، كان إمامًا عظيم القدر انتهت إليه رئاسة مذهبه، وكان صاحب ابن تيمية، وسمع منه وتفقه به وبغيره».[37]
- قال العليمي المقدسي: «الشيخ العلامة جمال الإسلام صدر الأئمة الأعلام شيخ الحنابلة قاضي القضاة شرف الدين أبو العباس».[13]

## وفاته
توفي في يوم الثلاثاء في شهر رجب سنة إحدى وسبعين وسبعمائة، واختلفوا في تحديد اليوم، فيقول ابن رافع: بأنه يوم الثلاثاء 14 رجب في نفس السنة. بينما يذكر المقريزي، وابن تغري أنه يوم الثلاثاء 13 رجب، ولم يحدد ابن حجر اليوم بل اكتفى بذكر الشهر فقط. وقد وصف العليمي ذلك فقال: «توفي قاضي القضاة شرف الدين ابن قاضي الجبل في منزله بالصالحية يوم الثلاثاء الرابع عشر رجب سنة إحدى وسبعين وسبعمائة وصلي عليه بعد الظهر بالجامع المظفري». على أنه دفن بمقبرة جده الشيخ أبي عمر وشهده جمع كثير.

## مصنفاته

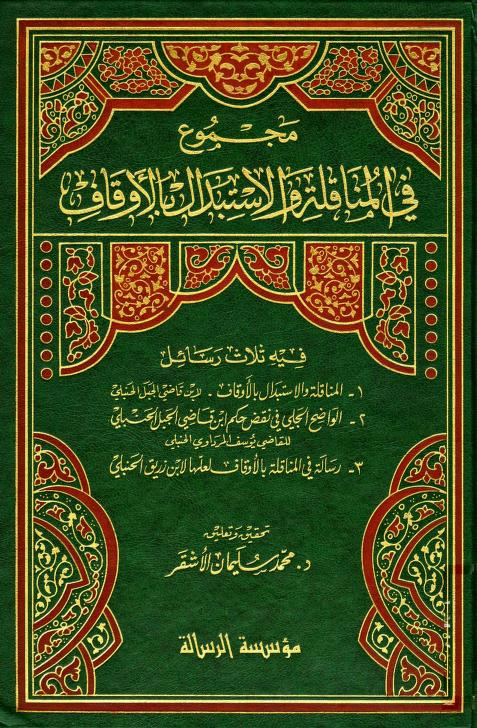
المناقلة والاستبدال بالأوقاف، الكتاب الوحيد الذي طُبِعَ محققًا لابن قاضي الجبل.

لم يصل إلى العصر الحاضر من كتب ابن قاضي الجبل إلا القليل، ولم يُطبع منها إلا كتاب المناقلة والاستبدال بالأوقاف، ومن أسماء الكتب التي
نُسِبت له في تراجمه:
1. أصول الفقه: ذكره علاء الدين المرداوي في تحرير المنقول حيث قال: «ومجلد جليل في الأصول لابن قاضي الجبل»، وأيضاً ذكره ابن رجب الحنبلي في ذيل طبقات الحنابلة.[35]
2. تنقيح الأبحاث في رفع التيمم للإحداث: قال عنه ابن رجب: «مجلد صغير».[35][40]
3. الرد على إلكيا الهراسي: قال ابن رجب في الذيل: «فيه مجلدين».[35]
4. الفائق في الفقه: قال عنه ابن رجب: «مجلد كبير».[35]
5. الفائق في المذهب: قال عنه ابن رجب: «مجلد كبير»، وذكره أيضًا الحافظ ابن حجر في الدرر الكامنة.[3][35][41]
6. القصد المفيد في حكم التوكيد: ذكره ابن حجر في الدرر الكامنة.[3]
7. قطر الغمام في شرح أحاديث الأحكام: شرح على قطعة من أول المنتقى للمجد ابن تيمية، ذكره ابن رجب في الذيل.[35][42]
8. الكلام في قوله تعالى؛ ﴿أَأَنتَ قُلتَ لِلنَّاسِ اتَّخِذُونِي﴾، ذكره ابن حجر في الدرر الكامنة.[3]
9. مسألة رفع اليدين: ذكره ابن حجر في الدرر الكامنة.[3]
10. المناقلة والاستبدال بالأوقاف: ذكره ابن كثير في البداية والنهاية، وقد ذكر قصة الكتاب، حيث ذكر أن القصة وقعت في 2 ربيع الثاني 757 هـ حيث قال: «وكان ابن قاضي الجبل يحكم بالمناقلة في قرار دار الأمير سيف الدين طيدمر الإسماعيلي حاجب الحجاب إلى أرض يجعلها وقفًا على ما كانت قرار داره عليه ففعل ذلك بطريقة ونفذه القضاة الثلاثة الشافعي والحنفي والمالكي فغضب القاضي الحنبلي وهو قاضي القضاة جمال الدين المرداوي المقدسي من ذلك، وعقد بسبب ذلك مجالس وتطاول الكلام فيه... وصنف في ذلك مسألة مفردة وقفت عليها فرأيتها في غاية الحسن والإفادة بحيث لا يتحاج من اطلع عليها ممن يذوق طعم الفقه أنها مذهب الإمام أحمد ».[31]
11. وقد نسب إليه كتاب آخر في القواعد الفقهية: محفوظ في المكتبة الظاهرية برقم (2754) أوله من باب الحجر على السفيه، وآخره عن الشروط، وهو ناقص أيضًا، ولم يُذكر هذا الكتاب في تراجم ابن قاضي الجبل، ولذلك صُنِّفَ تحت مؤلف مجهول.[39]

## أشعاره
كان لابن قاضي الجبل حظٌّ من الشعر، حتى قيل عنه: «إنه كان يحفظ نحوًا من عشرين ألف بيت»، وقد قرأ المحصل للرازي على شيخ الإسلام ابن تيمية.
ومن شعره وهو بالقاهرة أنه قال:
وقال عن انتمائه ومذهبه:
ومن شعره أيضاً:

## هوامش
- 1 قيل في سبب التسمية الصالحية بهذه الاسم أنها: لكونها بسفح جبل قاسيون المعروف بجبل الصالحين، أو لأن الذين وضعوها كانوا بمسجد أبي صالح فنسبت إليهم فيقول أبو عمر (جد ابن قاضي الجبل): «انتقلنا إلى الجبل فقال الناس: الصالحية الصالحية، نسبونا إلى مسجد أبي صالح لا لأننا صالحون.»[44]
- 2 جماعيل: قرية في جبل نابلس من أرض فلسطين.[45]
- 3 يُعرِّف المعتزلة الأمر بأنه الإرادة، ويُعرِّف الأشعرية الأمر بأنه معنىً في النفس.[46]

### فهرس المراجع
1. ↑  الفاسي (1990)، ج. 1، ص. 305.
2. ↑  المقريزي (1997)، ج. 4، ص. 337.
3. 1 2 3 4 5 6 7 8 9  ابن حجر العسقلاني (1972)، "ذكر من اسمه أحمد"، الدرر الكامنة في أعيان المائة الثامنة، تحقيق: كرنكو (ط. 2)، حيدر آباد: دائرة المعارف العثمانية، ج. 1، ص. 138/139، OCLC:4770895251، QID:Q116944989
4. 1 2 3  ابن تغري (1956)، "حرف الهمزة"، المنهل الصافي والمستوفى بعد الوافي، مراجعة: سعيد عبد الفتاح عاشور. تحقيق: محمد محمد أمين، أحمد يوسف نجاتي، نبيل محمد عبد العزيز، القاهرة: الهيئة المصرية العامة للكتاب، ج. 1، ص. 284–286، QID:Q121076648
5. 1 2  عبد الرحمن العليمي - تحقيق: عبد القادر الأرناؤوط. المنهج الأحمد في تراجم أصحاب الإمام أحمد، جـ 4. دار صادر. ص. 148. مؤرشف من الأصل في 2019-12-16.
6. 1 2  المقريزي (1997). السلوك لمعرفة دول الملوك. بيروت: دار الكتب العلمية. ص. 337. مؤرشف من الأصل في 2017-09-12.
7. ↑  ذيل طبقات الحنابلة، لابن رجب الحنبلي، جزء 4، صفحة 133
8. ↑  عبد الرحمن العليمي - تحقيق: عبد القادر الأرناؤوط. المنهج الأحمد في تراجم أصحاب الإمام أحمد. دار صادر. ص. المقدمة. مؤرشف من الأصل في 2019-12-16.
9. ↑  "المذهب الحنبلي دراسة في تاريخه وسماته، صـ 264". islamww.com. مؤرشف من الأصل في 2017-09-12. اطلع عليه بتاريخ 2017-09-11.
10. ↑  "المذهب الحنبلي دراسة في تاريخه وسماته، نتائج جهود المقدسيين، صـ 265". islamww.com. مؤرشف من الأصل في 2017-09-13. اطلع عليه بتاريخ 2017-09-11.
11. ↑  عبد الرحمن العليمي - تحقيق: عبد القادر الأرناؤوط. المنهج الأحمد في تراجم أصحاب الإمام أحمد، جـ 4. دار صادر. ص. 349. مؤرشف من الأصل في 2019-12-16.
12. ↑  شمس الدين الذهبي (2001). سير أعلام النبلاء، الطبقة الثالثة والثلاثون، ابن قدامة، جـ 22. مؤسسة الرسالة. ص. 166: 173. مؤرشف من الأصل في 2017-09-12.
13. 1 2  عبد الرحمن العليمي - تحقيق: عبد القادر الأرناؤوط. المنهج الأحمد في تراجم أصحاب الإمام أحمد، جـ 4. دار صادر. ص. 135. مؤرشف من الأصل في 2019-12-16.
14. ↑  أبو الطيب المكي الحسني الفاسي (1997). ذيل التقييد في رواة السنن والأسانيد. بيروت: دار الكتب العلمية. ص. 305. مؤرشف من الأصل في 2017-09-12.
15. ↑  أحمد رافع الطهطاوي. لحظ الألحاظ بذيل طبقات الحفاظ، ترجمة عز الدين الحسيني . ويكي مصدر.
16. 1 2  عبد الله بن زاهر أحمد الشهري (1420 هـ). ابن قاضي الجبل وأراؤه الأصولية جمعً وتوثيقًا وموازنةً، رسالة ماجستير (PDF). السعودية: جامعة أم القرى. ص. 31. مؤرشف من الأصل (PDF) في 15 سبتمبر 2017. {{استشهاد بكتاب}}: تحقق من التاريخ في: |سنة= (مساعدة)
17. 1 2 3  نعمان الآلوسي - تحقيق: علي السيد صبح المدني (1981). جلاء العينين في محاكمة الأحمدين. مطبعة المدني. ص. 49. مؤرشف من الأصل في 2017-09-15.
18. ↑  محمد بن طولون الصالحي - تحقيق: محمد دهمان. القلائد الجوهرية في تاريخ الصالحية (PDF). دمشق: مطبوعات مجمع اللغة العربية. ص. 491. مؤرشف من الأصل (PDF) في 2019-12-16.
19. ↑  ابن كثير الدمشقي. البداية والنهاية، الجزء الرابع عشر، ثم دخلت سنة أربع وستين وسبعمائة . ويكي مصدر.
20. ↑  ابن العماد الحنبلي - تحقيق: عبد القادر الأرناؤوط (1986). شذرات الذهب في أخبار من ذهب جزء 8. دمشق: دار ابن كثير. ص. 379: 380. مؤرشف من الأصل في 2017-04-03.
21. ↑  الشوكاني - حواشي: خليل المنصور (1998). البدر الطالع بماحسن من بعد القرن السابع جزء 1. بيروت: دار الكتب العلمية. ص. 283. مؤرشف من الأصل في 2017-09-13.
22. ↑  ابن كثير الدمشقي - تحقيق: محمد سليمان الأشقر (2003). البداية والنهاية، جزء 18. دار عالم الكتب. ص. 208: 212. مؤرشف من الأصل في 2020-03-08.
23. 1 2 3 4  محمد بن طولون الصالحي - تحقيق: محمد دهمان. القلائد الجوهرية في تاريخ الصالحية (PDF). دمشق: مطبوعات مجمع اللغة العربية. ص. 493، 494. مؤرشف من الأصل (PDF) في 2019-12-16.
24. 1 2  عبد الله بن زاهر أحمد الشهري (1420 هـ). ابن قاضي الجبل وأراؤه الأصولية جمعً وتوثيقًا وموازنةً، رسالة ماجستير (PDF). السعودية: جامعة أم القرى. ص. 29. مؤرشف من الأصل (PDF) في 15 سبتمبر 2017. {{استشهاد بكتاب}}: تحقق من التاريخ في: |سنة= (مساعدة)
25. ↑  تاريخ ابن قاضي شهبه – جزء 3 صفحة 365
26. 1 2  النعيمي (1990). الدارس في تاريخ المدارس. بيروت: دار الكتب العلمية. ص. 116. مؤرشف من الأصل في 8 مارس 2020. اطلع عليه بتاريخ أغسطس 2020. {{استشهاد بكتاب}}: تحقق من التاريخ في: |تاريخ الوصول= (مساعدة)
27. ↑  محمد بن طولون الصالحي - تحقيق: محمد دهمان. القلائد الجوهرية في تاريخ الصالحية (PDF). دمشق: مطبوعات مجمع اللغة العربية. ص. 492. مؤرشف من الأصل (PDF) في 2019-12-16.
28. 1 2  عبد الله بن زاهر أحمد الشهري (1420 هـ). ابن قاضي الجبل وأراؤه الأصولية جمعً وتوثيقًا وموازنةً، رسالة ماجستير (PDF). السعودية: جامعة أم القرى. ص. 33، 34. مؤرشف من الأصل (PDF) في 15 سبتمبر 2017. {{استشهاد بكتاب}}: تحقق من التاريخ في: |سنة= (مساعدة)
29. ↑  المرداوي (2000). التحبير شرح التحرير، جزء 3. السعودية: مكتبة الرشد. ص. 1220. مؤرشف من الأصل في 2019-05-31.
30. ↑  المرداوي (2000). التحبير شرح التحرير، جزء 3. السعودية: مكتبة الرشد. ص. 3539. مؤرشف من الأصل في 2017-09-13.
31. 1 2  ابن كثير الدمشقي - تحقيق: محمد سليمان الأشقر (2003). البداية والنهاية، جزء 14. دار عالم الكتب. ص. 266. مؤرشف من الأصل في 2017-12-18.
32. 1 2  عبد الله بن زاهر أحمد الشهري (1420 هـ). ابن قاضي الجبل وأراؤه الأصولية جمعً وتوثيقًا وموازنةً، رسالة ماجستير (PDF). السعودية: جامعة أم القرى. ص. 35:41. مؤرشف من الأصل (PDF) في 15 سبتمبر 2017. {{استشهاد بكتاب}}: تحقق من التاريخ في: |سنة= (مساعدة)
33. 1 2  ابن رافع السلامي (1402 هـ). الوفيات، جزء 2. بيروت: مؤسسة الرسالة. ص. 354. مؤرشف من الأصل في 8 مارس 2020. {{استشهاد بكتاب}}: تحقق من التاريخ في: |سنة= (مساعدة)
34. ↑  المعجم المختص للذهبي – 1/37 نسخة محفوظة 13 مارس 2020 على موقع واي باك مشين.
35. 1 2 3 4 5 6 7 8  ابن رجب الحنبلي. ذيل طبقات الحنابلة جزء 4. الموسوعة الشاملة. ص. 453، 454. مؤرشف من الأصل في 2017-04-03.
36. ↑  تاريخ ابن قاضي شهبة جـ 3، صـ 366
37. ↑  ابن تغري. النجوم الزاهرة في ملوك مصر والقاهرة، جزء 11. مصر: دار الكتب المصرية. ص. 108. مؤرشف من الأصل في 2019-05-31.
38. ↑  عبد الرحمن العليمي - تحقيق: عبد القادر الأرناؤوط. المنهج الأحمد في تراجم أصحاب الإمام أحمد، جـ 4. دار صادر. ص. 137. مؤرشف من الأصل في 2019-12-16.
39. 1 2  عبد الله بن زاهر أحمد الشهري (1420 هـ). ابن قاضي الجبل وأراؤه الأصولية جمعً وتوثيقًا وموازنةً، رسالة ماجستير (PDF). السعودية: جامعة أم القرى. ص. 42: 46. مؤرشف من الأصل (PDF) في 15 سبتمبر 2017. {{استشهاد بكتاب}}: تحقق من التاريخ في: |سنة= (مساعدة)
40. ↑  مصطفى بن عبد الله كاتب جلبي القسطنطيني المشهور باسم حاجي خليفة (1941). كشف الظنون عن أسامي الكتب والفنون، جـ 1. بغداد: مكتبة المثنى. ص. 495. مؤرشف من الأصل في 2020-03-06.
41. ↑  مصطفى بن عبد الله كاتب جلبي القسطنطيني المشهور باسم حاجي خليفة (1941). كشف الظنون عن أسامي الكتب والفنون، جـ 2. بغداد: مكتبة المثنى. ص. 1217. مؤرشف من الأصل في 2019-12-16.
42. ↑  مصطفى بن عبد الله كاتب جلبي القسطنطيني المشهور باسم حاجي خليفة (1941). كشف الظنون عن أسامي الكتب والفنون، جـ 2. بغداد: مكتبة المثنى. ص. 1851. مؤرشف من الأصل في 2020-03-06.
43. 1 2  ابن مفلح - تحقيق: عبد الرحمن بن سليمان العثيمين (1990). المقصد الأرشد في ذكر أصحاب أحمد جزء 1. الرياض: مكتبة الرشد. ص. 95. مؤرشف من الأصل في 2017-04-03.
44. ↑  عبد الله بن زاهر أحمد الشهري (1420 هـ). ابن قاضي الجبل وأراؤه الأصولية جمعً وتوثيقًا وموازنةً، رسالة ماجستير (PDF). السعودية: جامعة أم القرى. ص. 23. مؤرشف من الأصل (PDF) في 15 سبتمبر 2017. {{استشهاد بكتاب}}: تحقق من التاريخ في: |سنة= (مساعدة)
45. ↑  معجم البلدان، جـ 2، صـ 159
46. ↑  تقي الدين أبو البقاء الفتوحي. شرح الكوكب المنير، باب الأمر حقيقة في القول المخصوص. مطبعة السنة المحمدية. ص. 320، 321. مؤرشف من الأصل في 2014-07-18.

### المعلومات الكاملة للمراجع
- محمد بن أحمد بن علي الفاسي (1990)، ذيل التقييد في رواة السنن والأسانيد، تحقيق: كمال يوسف الحوت (ط. 1)، بيروت: دار الكتب العلمية، OCLC:4770397545، QID:Q121079702
- تقي الدين المقريزي (1997)، السُلُوك لمعرفة دول المُلُوك، تحقيق: محمد عبد القادر عطا (ط. 1)، بيروت: دار الكتب العلمية، OCLC:4770686226، QID:Q121080223

## وصلات خارجية
- اختیارات ابن قاضي الجبل الفقھیة التي خالف فیھا المعتمد من مذھب الحنابلة. دراسة من جامعة أم القرى بإشراف الدكتور غازي بن سعيد المطرفي.
- نقاش بين اثنان من تلاميذ ابن تيمية: ابن عبد الهادي و ابن قاضي الجبل على يوتيوب.